# Petőfi Csarnok
A Petőfi Csarnok (teljes nevén: Petőfi Csarnok - Fővárosi Ifjúsági Szabadidő Központ) Budapest legnagyobb ifjúsági szabadidőközpontja volt, amely 1985 és 2015 között működött a Városligetben. A köznyelvben csak PeCsa néven emlegetett, népszerű könnyűzenei koncerthelyszín évente több száz kulturális rendezvénynek és kiállításnak adott helyet, valamint számos közösségi klubot is működtetett. A 930 m²-es belső nagytermen kívül egy 6000 fő befogadására alkalmas, nagyvonalú szabadtéri rész is tartozott hozzá.
Az intézmény 30 év működés után, 2015. október 23-án zárt be, egy utolsó Csillagfény diszkóval, majd 24–25-én egy monstre zárórendezvénnyel.
A Petőfi Csarnokot 2017 során lebontották, helyén a tervek szerint az eredeti Petőfi Csarnok épületénél másfélszer nagyobb Új Nemzeti Galéria épül majd fel. A Petőfi Csarnok épületének alapterülete 5500 négyzetméter, magassága 12 méter volt. Az Új Nemzeti Galéria tervezett épületének alapterülete másfélszer akkora, 9095 négyzetméter, magassága több mint a duplája, 25 méter, több szintben alápincézve. A bontással az 1885-ben épült Iparcsarnok utolsó megmaradt emléke, az alapozás és padlószint is eltűnt.

## Az épület története
A Várkert Bazárban 1961-ben megnyitott Budai Ifjúsági Park korszerűtlenné válásának első figyelmeztető jeleire 1981-ben a KISZ Központi és Budapesti Bizottsága kezdeményezése nyomán a Fővárosi Tanács az épület ifjúsági szabadidőközponttá való átépítése mellett döntött. A tervasztalon hamarosan megszülettek egy új ifjúsági szórakoztató intézmény első vázlatai, amelyeket az egykori közel 5500 m²-es, ekkor már üresen álló volt BNV-pavilon köré rajzoltak a tervezők, név szerint: Halmos György és Tihanyi Judit építészek, Geblusek Antal belsőépítész. Az épület jellegzetes ornamentikáját Somogyi Gábor és Buczkó György tervezték. Az épületek bruttó alapterülete: 11 200 m², a főépület nettó alapterülete: 8100 m² volt. 
A Budai Ifjúsági Park állagának erőteljes romlása, majd végleges bezárása (1984) miatt keresett a főváros vezetése új helyszínt az ifjúsági szórakozás számára. Ennek eredményeképp került áttervezésre, majd hasznosításra a városligeti csarnok.

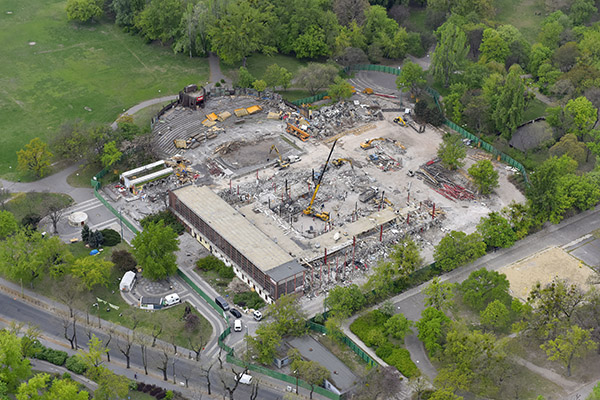
A Petőfi Csarnok bontása - légi fotó

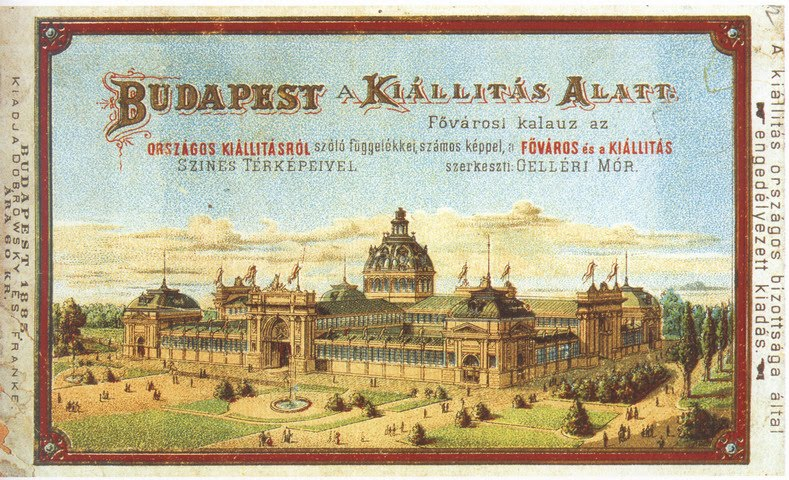
Az 1885 és 1944 között működött Iparcsarnok

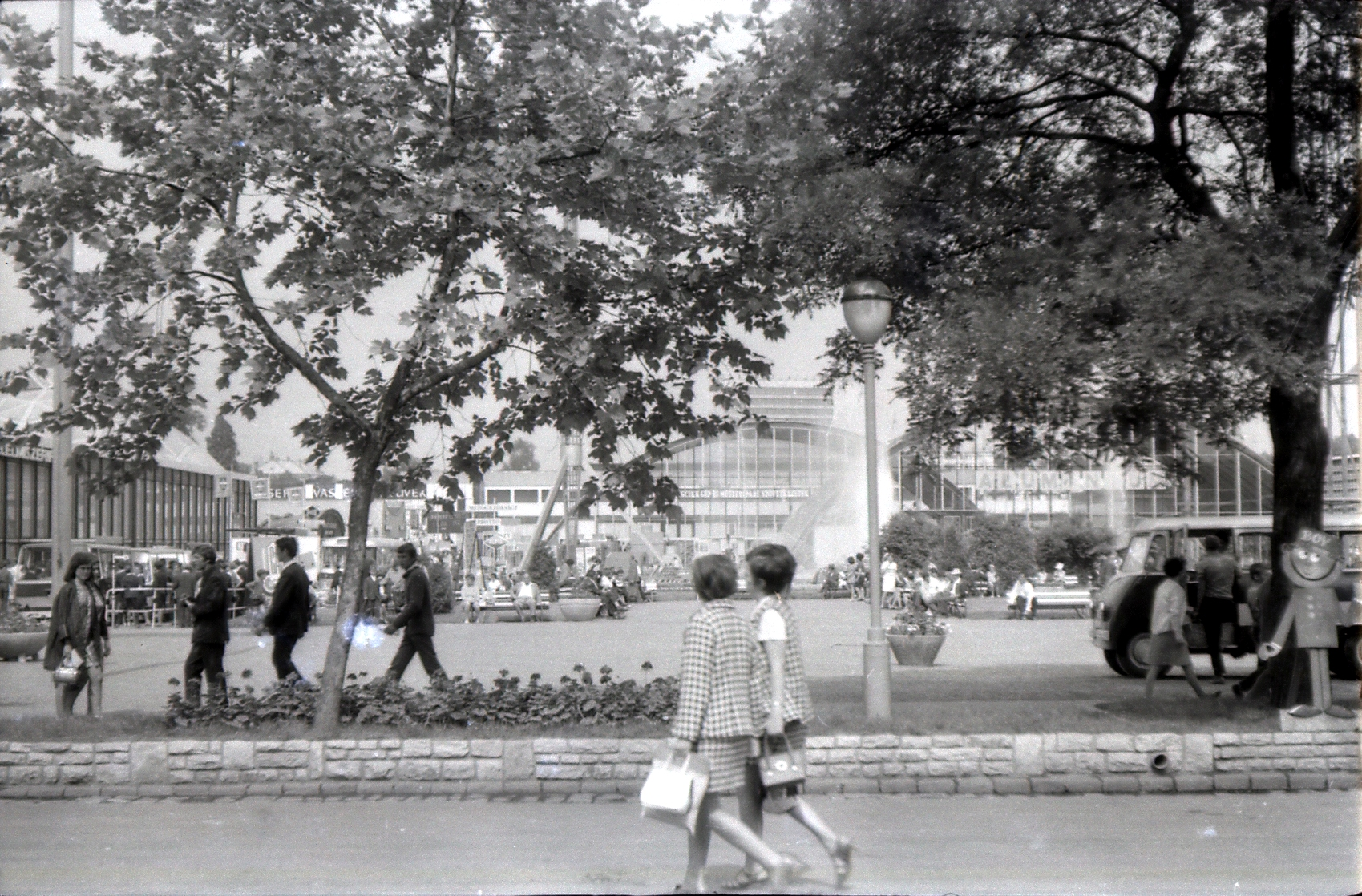
A Budapest Nemzetközi Vásár központi tere 1969-ben. A két üveghasáb mögött látható a háborúban elpusztult Iparcsarnok alapjaira 1947-ben felépített pavillon, amely átépítve a későbbi Petőfi Csarnokként működött

Az épület helyén az 1885-ös Országos Általános Kiállításra épült Iparcsarnok historizáló épülete állt, melyben 1944-ig folyamatosan tartottak kiállításokat és vásárokat. Az épület a háború alatt súlyos károkat szenvedett, tetőszerkezete kiégett, helyreállítása reménytelen volt, ezért lebontották. 1947-ben a helyén húzták fel – az eredeti épület alapjaira és padlószintjére – a Budapesti Nemzetközi Vásár (BNV) legnagyobb, 5. számú kiállítási épületét, a Kohó- és Gépipari (KGI) csarnokot. A BNV Kőbányára, a Budapesti Vásárközpontba költöztetése (1974) után a pavilonok többségét lebontották, az addig zárt területet megnyitották. A KGI-csarnok – a majdani PeCsa – a kevés túlélő épület egyike volt. A vásár bezárása után évekig a Rákóczi úti egykori Otthon Áruház bútorraktáraként használták. Az egykori kiállítási épület teljes rekonstrukciójának eredménye lett a Petőfi Csarnok.
Az ország gazdasági nehézségeinek mélypontján a főváros, a KISZ és az Állami Ifjúsági Bizottság által összeadott pénz nem volt elég a nagy belmagasságú, mintegy 45 000 m³ térfogatú csarnok egészének átépítésére. Így alakult ki, hogy a felső szinten a Közlekedési Múzeum Repüléstörténeti és Űrhajózási Állandó Kiállítása működött. (Cak tavasztól őszig tartott nyitva, mert a szűkös költségvetésből többek között a kiállítótér fűtésének kiépítésére sem futotta.)
Akkoriban a főváros egyetlen könnyűzenei koncerthelyszíneként az új városligeti szórakoztató központ 1985. április 27-én nyílt meg, a Karthago együttes koncertjével. Az átadáskor Kádár János, az MSZMP főtitkára is megtekintette a PeCsát, fővárosi és kerületi vezetők, valamint Hámori Csaba KISZ-vezér társaságában. Az 1980-as évek népszerű televíziós sorozatának, a Linda A pop-pokol című epizódját is itt forgatták. 1986-ban pedig a Forradalmi Ifjúsági Napok ünnepségsorozat április 4-ei programjainak egyik helyszíneként szolgált. A korabeli viszonyokhoz képest korszerű gépészettel rendelkezett (a rendezvényeket modern hang- és fénytechnika szolgálta, a nagyterem folyamatos levegőcseréjét nagy teljesítményű szellőzőrendszer biztosította), a takarékos belső design azonban kezdettől fogva sok vitát váltott ki, hiszen a csupasz betonfallal – amelyen látszottak a zsaluzódeszkák nyomai – szinte „feleseltek” a népművészeti ihletésű madár-virág motívumokkal díszített piros ajtók.
A szabadtéri színpad födémjének acélszerkezete és ponyvaborítása Majoros Gábor építész munkája; a stabil konstrukció több mint húsz évig állt ellen az időjárás viszontagságainak.
A nagyteremben 1000m²-en, becslések alapján állva 2500, ülve 1200, asztalok mellett 600 látogató fért el egy-egy alkalommal. Kisebb termeiben (4 helyiségük összesen 350m²) különböző klubok, tanfolyamok, és a Petőfi Csarnok Baráti Köre működött. Az épület környezetében a sportpályákat bárki igénybe vehette, sporteszközök kölcsönzésére is volt lehetőség. A szabadtéri színpadon rendezett előadásokon és koncerteken 5-6000-en élvezhették a magyar és külföldi művészek, együttesek fellépéseit. A szabadtéri színpad mellett minden hétvégén itt működött a legendás Pecsa bolhapiac nevű használtcikk vásár.
A megnyitás óta eltelt idő alatt a Petőfi Csarnok egyre korszerűtlenebbé vált. Többször esett szó a teljes felújításáról, majd egyre inkább az elköltöztetéséről. Megszüntetésének, illetve a teljes rekonstrukció lehetőségét az első újságcikkek 2011-ben lebegtették meg, amely évben a PeCsát üzemeltető nonprofit társaságot végelszámolással megszüntették. 2014 február végén a Városliget területére tervezett Múzeumi Negyed beruházásáról tartott sajtótájékoztatón bejelentették, hogy a PeCsát lebontják, helyén park lesz.
A klubot 2011 őszén kiürítették; az üzemeltető nonprofit kft. munkatársainak felmondott a főváros, majd 2012 elején végelszámolással megszüntette a társaságot. Egy ideig az épületben üzemelő étterem menedzsmentje működtethette tovább a PeCsát, de 2015 őszén az intézmény végleg bezárt. A tervek szerint lebontják, és a helyén múzeum épül.
Hosszú per után 2016 novemberében sikerült a PeCsa bérlőivel megegyezni a kiköltözésükről. 400 millió forintért váltották ki határozott idejű bérleti szerződésüket és kifizetik az általuk végzett fejlesztéseket is. A Petőfi Csarnok helyén a japán SANAA (Sejima and Nishizawa and Associates) építésziroda tervei alapján fog megépülni az Új Nemzeti Galéria.